# Saint-Nizier-de-Fornas
Saint-Nizier-de-Fornas é uma comuna francesa na região administrativa de Auvérnia-Ródano-Alpes, no departamento de Loire. Estende-se por uma área de 15,88 km². Em 2010 a comuna tinha 678 habitantes (densidade: 42,7 hab./km²).